# Toepolev Tu-22M
De Toepolev Tu-22 M (Russisch: Туполев Tу-22 M) (NAVO-codenaam: Backfire) is een supersonische, strategische bommenwerper met zwenkvleugels, ontwikkeld door de Sovjet-Unie. Er is nog een aantal in dienst bij verschillende leden van het GOS.

## Ontwikkeling
De Tu-22 'Blinder' bleek niet succesvol te zijn, in sommige aspecten zelfs inferieur aan de eerdere Tu-16 'Badger'. Vooral het bereik en de opstijgprestaties bleken zwakke punten. Terwijl de 'Blinder' in dienst kwam, begon Toepolev al te werken aan een verbeterde opvolger.
Net als bij de in die tijd lopende projecten voor de MiG-23 'Flogger' en de Soechoj Su-17 'Fitter' leken de voordelen van zwenkvleugels aantrekkelijk, want het bracht een combinatie van korte start, efficiënt kruisen en een goede combinatie van hoge snelheid en dicht bij de grond vliegen. Het resultaat was een nieuw vliegtuig met zwenkvleugels, de Samolet 145, afgeleid van de Tu-22, met enkele kenmerken van de gestaakte Tu-98 'Backfin'.
Het eerste prototype, Tu-22M0, vloog voor het eerst op 30 augustus 1969. Het toestel werd toen voor het eerst door de NAVO gezien. Een aantal jaar werd er in het Westen gedacht dat het de aanduiding Tu-26 had. Tijdens de SALT-onderhandelingen in de jaren 80 stonden de Sovjets erop dat het de Tu-22M was. Op dat moment dacht het Westen dat de Sovjet-Unie met die aanduiding de suggestie wilde wekken dat het een verbeterde versie van de Tu-22 was, terwijl het een veel moderner en geavanceerder toestel was. Het lijkt er nu op dat Tu-22M inderdaad de juiste aanduiding is, gebruikt door Toepolev om de Sovjetregering ervan te overtuigen dat het een economischer verbetering was van de Tu-22. De poot van het voorste landingsgestel was in feite dezelfde als die van de Tu-22, evenals de afdekking van het bommenruim.
Van de Tu-22M0 pre-productietoestellen zijn er slechts negen gebouwd, gevolgd door negen Tu-22M1-toestellen. Deze stonden bij de NAVO bekend als de Backfire A.
De eerste echte productieversie was de Tu-22M2 Backfire B, met langere vleugels en een volledig herontworpen romp, waardoor er plek kwam voor vier bemanningsleden, twee NK-22-motoren met luchtinlaten zoals de F-4 Phantom II en een nieuw ontworpen onderstel, met het landingsgestel in de vleugels in plaats van grote bakken. Dit type werd meestal bewapend met kruisvluchtwapens voor lange afstand of antischeepsraketten, meestal één of twee Ch-22 Boerja-antischeepsraketten. Enkele Tu-22M2's zijn later opgewaardeerd met krachtiger NK-23 motoren en kregen de aanduiding Tu-22M2Ye. Bij de bemanningen stond de Tu-22M2 bekend als Dvojka. Hij was populairder dan de Tu-22, dankzij zijn superieure prestaties en verbeterde cockpit, maar zijn comfort en betrouwbaarheid lieten nog veel te wensen over.
De latere Tu-22M3 (Backfire C), die voor het eerst vloog in 1976 en in dienst kwam in 1983, had nieuwe NK-25-motoren met substantieel meer vermogen, wingvormige luchtinlaten zoals de MiG-25, vleugels die verder naar achter konden zwenken, een nieuw vormgegeven neus met een nieuwe Leninets PN-AD-radar en een NK-45-navigatie- en aanvalssysteem, wat het laagvliegen verbeterde. Het had een herziene staartkoepel met een enkel kanon en de mogelijkheid voor een interne roterende lanceerder voor de AS-16 'Kickback'-raket, vergelijkbaar met de Amerikaanse AGM-69 SRAM. Het nieuwe toestel had veel betere prestaties dan de M2. Hij kreeg van de bemanningen de bijnaam Trojka (Trio), al lijkt het ook Backfire genoemd te worden in Russische dienst.
Een controversiële eigenschap van de Tu-22M is de mogelijkheid tot bijtanken in de lucht. Zoals hij gebouwd is heeft hij een intrekbare buis in de bovenkant van de neus voor bijtanken in de lucht. Die werd verwijderd als gevolg van de SALT-onderhandelingen, hoewel hij eenvoudig opnieuw geïnstalleerd kan worden.
Een twaalftal Tu-22M3's werden omgebouwd tot Tu-22M3(R) of Tu-22MR-standaard, met zijwaartse radar van het type Sjompol en andere Elint-apparatuur. Een gespecialiseerde variant voor elektronische oorlogvoering, de Tu-22MP, werd gebouwd in 1986, maar tot nog toe zijn er maar twee of drie prototypes gebouwd. Enkele overgebleven Backfires hebben updates gekregen tot de Tu-22ME-standaard.

## Diensttijd
Tijdens de Koude Oorlog werd de Tu-22M gebruikt door de luchtmacht van de Sovjet-Unie als een strategische bommenwerper en door de AVMF (Marineluchtvaartdienst van de Sovjet-Unie) als antischeepstoestel. De Verenigde Staten waren ernstig bezorgd over de dreiging van deze nieuwe bommenwerper. Tot 1982 waren er minder dan tweehonderd geproduceerd en het was onmogelijk ermee naar de VS en terug te vliegen, maar de US Navy en US Air Force vonden het zo'n dreiging dat het budget voor de Noord-Amerikaanse luchtverdediging omhoog ging.
De Tu-22M zag zijn eerste gevechten in Afghanistan, van 1987 tot 1989. Het gebruik was vergelijkbaar met hoe de USAF de B-52 Stratofortress gebruikte in Vietnam: het droppen van grote hoeveelheden conventionele bommen. Ondanks de grote kracht van deze aanvallen was het strategische nut marginaal.
Na het uiteenvallen van de Sovjet-Unie bleven er nog ongeveer 370 in dienst bij het GOS. Hun complexiteit leidde tot onderhoudsproblemen, wat in het licht van de post-Sovjet-Russische economie leidde tot een eind van de productie in 1993, hoewel er wel geruchten zijn dat die weer opgestart wordt. De sterkte is ongeveer zeventig toestellen.
De Russische Federatie gebruikte de Backfire in de strijd tegen Tsjetsjeense troepen in 1995, door bombardementen uit te voeren nabij Grozny.
De Sovjet-Unie heeft de Tu-22M niet geëxporteerd, maar het uiteenvallen van de Sovjet-Unie leidde er wel toe dat enkele toestellen in bezit kwamen van voormalige Sovjetlanden. Wit-Rusland had er 52 en Oekraïne 29.
Toepolev heeft sinds 1992 gezocht naar exportklanten voor de Tu-22M, met als mogelijke klanten Iran, India en China.